# (3926) Ramirez
(3926) Ramirez (1978 VQ3) – planetoida z pasa głównego asteroid okrążająca Słońce w ciągu 4,08 lat w średniej odległości 2,55 j.a. Odkryta 7 listopada 1978 roku.